# Championnat du Mozambique de football 2000-2001
Navigation
Saison 1999-2000 Saison 2002
La saison 2000-2001 du Championnat du Mozambique de football est la vingt-cinquième édition du championnat de première division au Mozambique. Les douze meilleurs clubs du pays sont regroupés au sein d'une poule unique où ils s'affrontent deux fois, à domicile et à l'extérieur. En fin de saison, les trois derniers sont relégués et remplacés par les trois meilleurs clubs de deuxième division.
C'est le CD Costa do Sol, tenant du titre, qui remporte à nouveau le championnat cette saison après avoir terminé en tête du classement final, avec sept points d'avance sur le Clube Ferroviario de Maputo et douze sur le CD Maxaquene. C'est le huitième titre de champion du Mozambique de l'histoire du club.

## Les clubs participants
| - CD Costa do Sol - CD Maxaquene - Benfica Nampula - Promu de D2 - Clube Ferroviario de Maputo - Chingale de Tete - Estrela Vermelha Maputo - Promu de D2 | - Clube Ferroviario de Nampula - GD Companhia Têxtil do Punguè - Promu de D2 - Clube Ferroviário da Beira - Textáfrica do Chimoio - Grupo Desportivo de Maputo - CD Matchedje |

## Compétition

### Classement
Le barème utilisé pour établir le classement est le suivant :
- Victoire : 3 points
- Match nul : 1 point
- Défaite, forfait ou abandon : 0 point

| Rang | Équipe                         | Pts | J  | G  | N  | P  | Bp | Bc | Diff |
| ---- | ------------------------------ | --- | -- | -- | -- | -- | -- | -- | ---- |
| 1    | CD Costa do SolT               | 45  | 22 | 12 | 9  | 1  | 42 | 11 | +31  |
| 2    | Clube Ferroviário de Maputo    | 38  | 22 | 9  | 11 | 2  | 31 | 18 | +13  |
| 3    | CD MaxaqueneC                  | 33  | 22 | 8  | 9  | 5  | 26 | 17 | +9   |
| 4    | Textáfrica do Chimoio          | 32  | 22 | 9  | 5  | 8  | 22 | 24 | -2   |
| 5    | Chingale de Tete               | 30  | 22 | 7  | 9  | 6  | 21 | 18 | +3   |
| 6    | Clube Ferroviário da Beira     | 28  | 22 | 8  | 4  | 10 | 19 | 24 | -5   |
| 7    | CD Matchedje                   | 27  | 22 | 8  | 3  | 11 | 21 | 28 | -7   |
| 8    | Grupo Desportivo de Maputo     | 27  | 22 | 6  | 9  | 7  | 20 | 18 | +2   |
| 9    | Clube Ferroviario de Nampula   | 27  | 22 | 7  | 6  | 9  | 20 | 24 | -4   |
| 10   | Estrela Vermelha MaputoP       | 27  | 22 | 6  | 9  | 7  | 18 | 19 | -1   |
| 11   | GD Companhia Têxtil do PunguèP | 25  | 22 | 6  | 7  | 9  | 18 | 28 | -10  |
| 12   | Benfica NampulaP               | 14  | 22 | 3  | 5  | 14 | 10 | 39 | -29  |

|  | Qualification pour la Ligue des champions de la CAF 2002                                        |
|  | Qualification pour la Coupe des Coupes 2002                                                     |
|  | Qualification pour la Coupe de la CAF 2002                                                      |
|  | Relégation directe en deuxième division                                                         |
|  | T : Tenant du titre C : Vainqueur de la Coupe du Mozambique P : Club promu de deuxième division |

## Bilan de la saison
| Championnat du Mozambique de football 2000-2001                        |                                |
| Champion                                                               | CD Costa do Sol (8e titre)     |
| Coupes et trophées                                                     |                                |
| Vainqueur de la Coupe du Mozambique 2000-2001                          | CD Maxaquene                   |
| Qualifications continentales                                           |                                |
| Ligue des champions de la CAF 2002                                     | CD Costa do Sol                |
| Coupe des Coupes 2002                                                  | CD Maxaquene                   |
| Coupe de la CAF 2002                                                   | Clube Ferroviario de Maputo    |
| Promotions et relégations                                              |                                |
| Promus en Moçambola                                                    | Migração de Namacha            |
| Promus en Moçambola                                                    | Clube Ferroviario de Quelimane |
| Promus en Moçambola                                                    | FC Lichinga                    |
| Relégués en Championnat du Mozambique de football de deuxième division | Benfica Nampula                |
| Relégués en Championnat du Mozambique de football de deuxième division | GD Companhia Têxtil do Punguè  |
| Relégués en Championnat du Mozambique de football de deuxième division | Estrela Vermelha Maputo        |